# JULIE
Julie Han（韓語：한쥴리；2000年3月29日—），藝名JULIE（韓語：쥴리），女，韓裔美籍歌手，現為S2娛樂旗下組合KISS OF LIFE的成員，在隊內擔任隊長、主饒舌、副唱。

## 個人生活
JULIE於美國夏威夷州檀香山出生，是家中的次女，母親是一名時裝設計師，兄長是小說作家Joseph Han。
她從6歲開始學習芭蕾舞，並夢想成為一位芭蕾舞演員。13歲時，回到韓國生活。由於需要適應在韓國的生活，她決定放棄繼續學習芭蕾舞。雖然她渴望再次站上舞台，但對是否在新的環境中重新學習芭蕾舞而感到猶豫不決，父親建議她可以嘗試學習一些新的東西，後來在母親的鼓勵下加入了DEF Dance Academy學習舞蹈。

### 健康
在《Born to Be XX》時期透露在準備出道專輯時，因聲帶出現了結節，無法正常唱歌，只能用沙啞的聲音表演。
2025年2月18日，在首次世界巡迴演唱會“KISS ROAD”歐巡站彩排時，因背部疼病而前往醫院接受檢查，醫院表示不會對日常活動產生很大影響，建議需要休息，但JULIE堅持繼續演出。

## 演藝生涯

### 出道前
2017年12月，通過THEBLACKLABEL的徵選，成為旗下練習生，2020年離開。
2020年至2021年，為Swing娛樂練習生，於2022年加入S2娛樂。

### 組合出道
2023年5月12日，S2娛樂正式公開組合KISS OF LIFE社群帳號和同名預告，預計於同年7月正式出道。5月17日，公開JULIE的出道預告海報。6月1日，官方YouTube 帳號釋出JULIE預告影片。6月20日，公開JULIE的Solo曲〈Kitty Cat (JULIE Solo)〉的M/V。7月5日，KISS OF LIFE公開首張迷你專輯《KISS OF LIFE》全輯音源以及主打歌〈쉿 (Shhh)〉MV，JULIE正式隨組合出道。
2024年7月23日，與拳头游戏合作的單曲〈Superpower〉正式發行，與NATTY、Mark Tuan一起合作獻唱。並於8月25日，在首爾舉行的《特戰英豪》冠軍賽開幕式中進行表演舞台。

## 音樂作品

### 合作歌曲
| 發行日期      | 歌曲名稱                                | 收錄專輯       | 歌手                               | 備註     |
| ------------- | --------------------------------------- | -------------- | ---------------------------------- | -------- |
| 2024年6月14日 | 〈Magic (Feat. JULIE of KISS OF LIFE)〉 | 《NA》         | 娜璉、JULIE                        |          |
| 2024年7月23日 | 〈Superpower〉                          | 《Superpower》 | Mark Tuan、JULIE & NATTY           | [ 註 3 ] |
| 2025年5月26日 | 〈What's Your Problem?〉                | 《TILT》       | Red Velvet - IRENE & SEULGI、JULIE |          |

## 影音作品

### 音樂錄影帶
| 年份   | 發佈日期 | 專輯             | 曲目                       | 歌手  | 備註   |
| ------ | -------- | ---------------- | -------------------------- | ----- | ------ |
| 2023年 | 6月20日  | 《KISS OF LIFE》 | 〈Kitty Cat (JULIE Solo)〉 | JULIE | [ 22 ] |